# Guido Veroi
Guido Veroi (geboren am 16. November 1926 in Rom; gestorben am 16. Januar 2013 ebenda) war ein italienischer Bildhauer, Medailleur, Mosaikkünstler und Glasmaler.

## Werdegang

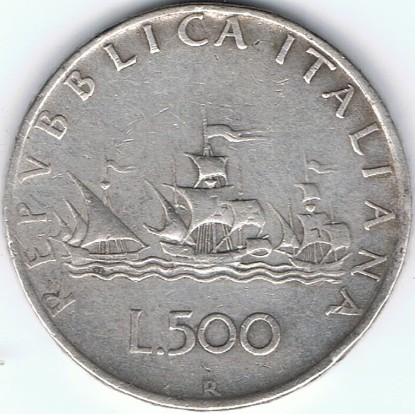
500 Lire mit dem Motiv Tre Caravelle (1958)

Vatikanische Kursmünze zu 2 Euro (2002 bis 2005)

Guido Veroi war Bauingenieur und wandte sich früh der Bildhauerei zu, insbesondere der Medaillenkunst.
Guido Veroi wurde an der Scuola dell’Arte della Medaglia – Giuseppe Romagnoli des Istituto Poligrafico e Zecca dello Stato zum Medailleur ausgebildet, dort war Pietro Giampaoli einer seiner Lehrer. Mit Giampaoli arbeitete Veroi auch danach oft zusammen. Die italienische Münze zu 500 Lire von 1958, mit dem Motiv der Tre Caravelle von Veroi und der Büste von Giampaoli, gilt bis heute als eine der schönsten italienischen Münzen. Veroi hat neben Kursmünzen und Sammlermünzen für Italien, Malta, San Marino und den Vatikan mehr als 100 Medaillen und Kleinskulpturen gefertigt. Er war darüber hinaus als Mosaikkünstler und Glasmaler aktiv und lehrte an der Scuola dell’Arte della Medaglia.

## Werke (Auswahl)
- Mosaik mit einer Fläche von 300 Quadratmetern und Glasmalereien einer Kirche in Martina Franca;

- Briefmarken des Vatikanstaats zu 5 Lire und 35 Lire anlässlich des 500. Jahrestags des päpstlichen Kollegs Almo Collegio Capranica (1957);
- Briefmarken Italiens zu 10 Lire und 115 Lire zum 20. Jahrestag des Widerstands gegen den Faschismus (1965);
- Briefmarke Italiens zu 25 Lire anlässlich des 75-jährigen Bestehens des italienischen Fußballverbands (1973);

- Münze zu 500 Lire mit dem Motiv Tre Caravelle (Rückseite, die Bildseite mit der Büste entwarf Pietro Giampaoli, 1958);
- Kursmünzen der Republik San Marino (1973);
- Münzen des Vatikanstaats zum Heiligen Jahr (1975);
- Bildseite der vatikanischen Euromünzen der ersten Prägeserie mit dem Porträt Papst Johannes Paul II. (Entwurf, ausgeführt von Uliana Pernazza, 2002 bis 2005)
- 2-Euro-Gedenkmünze des Staates Vatikanstadt zum 75. Jahrestag seiner Gründung (Entwurf, ausgeführt von Luciana De Simoni, 2004);
- 2-Euro-Gedenkmünze der Vatikanstadt zum Paulusjahr (Entwurf, ausgeführt von Luciana De Simoni, 2008);
- 2-Euro-Gedenkmünze der Vatikanstadt zum Priesterjahr (2010).

## Auszeichnungen
- J. Sanford Saltus Award der American Numismatic Society (1983)